# Sosong (khu vực)

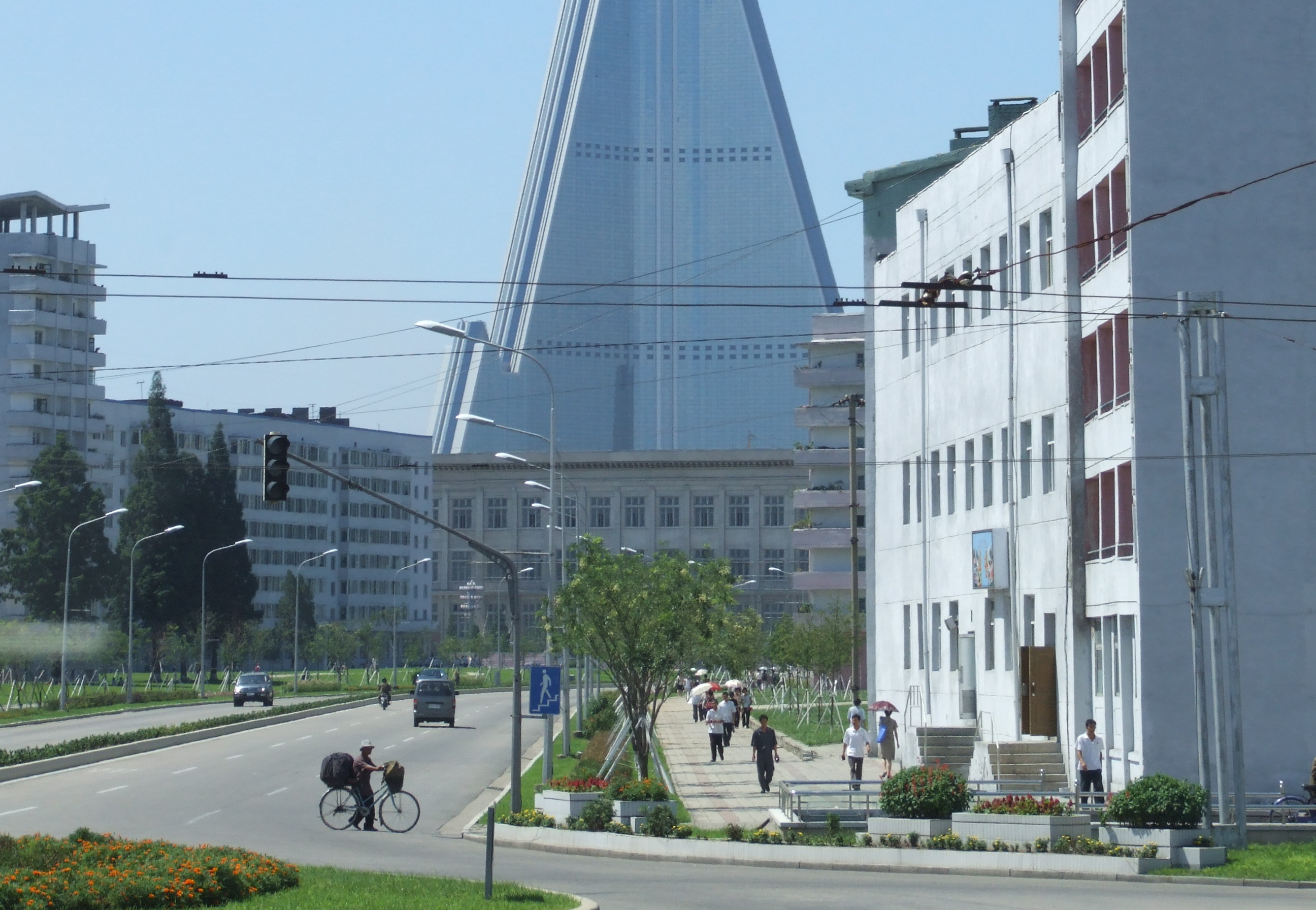
Góc phố ở Sosong-guyok

Sŏsŏng-guyŏk (Hán Việt: Tây Thành khu vực là một trong 19 đơn vị hành chính của thủ đô Bình Nhưỡng, Cộng hòa Dân chủ Nhân dân Triều Tiên. Khu vực nằm bên bờ sông Potong, phía tây của Moranbong và ở phía nam của Hyŏngjesan. Khu vực được thành lập vào tháng 1 năm 1958.
Năm 2008, dân cư khu vực Sosong là 147.138 người, gồm 70.556 nam và 76.582 nữ.

## Hành chính
Sŏsŏng-guyŏk được chia thành 15 đơn vị nhỏ hơn gọi là Dong (động). Hai dong (Changgyong và Sosan) được chia thành 2 phần vì mục đích hành chính.
| Phiên âm        | Chosŏn'gŭl | Hancha | Hán Việt          |
| --------------- | ---------- | ------ | ----------------- |
| Changsan-dong   | 장산동     | 長山洞 | Trường Sơn động   |
| Changgyŏng-dong | 장경동     | 長慶洞 | Trường Khánh động |
| Chungsin-dong   | 중신동     | 中新洞 | Trung Tân động    |
| Hasin-dong      | 하신동     | 下新洞 | Hạ Tân động       |
| Kinjae-dong     | 긴재동     | 긴재洞 | -                 |
| Namgyo-dong     | 남교동     | 南橋洞 | Nam Kiều động     |
| Ryŏnmot-dong    | 련못동     | 蓮못洞 | -                 |
| Sanghŭng-dong   | 상흥동     | 上興洞 | Thượng Hưng động  |
| Sangsin-dong    | 상신동     | 上新洞 | Thượng Tân động   |
| Sŏch'ŏn-dong    | 서천동     | 西川洞 | Tứ Xuyên động     |
| Sŏsan-dong      | 서산동     | 西山洞 | Tây Sơn động      |
| Sŏkbong-dong    | 석봉동     | 石峰洞 | Thạch Phong động  |
| Wasan-dong      | 와산동     | 臥山洞 | Ngọa Sơn động     |